# Amy Goodman
Pour les articles homonymes, voir Goodman.
Amy Goodman (née le 13 avril 1957) est une journaliste et éditorialiste américaine. Elle est la première journaliste à être récipiendaire du prix Nobel alternatif en 2008.

## Biographie
Amy Goodman, petite-fille d'un rabbin orthodoxe, se décrit comme une juive laïque[réf. nécessaire].
Diplômée en 1984 de l'Université Harvard, Amy Goodman est la responsable des informations de la station Pacifica Radio de New York de 1985 à 1996.
Amy Goodman couvre tout particulièrement l'actualité des mouvements pacifiste et de défense des droits de l'homme. En tant que journaliste d'investigation, et parfois au mépris des risques, elle mène des enquêtes saluées par ses pairs à propos des violations des droits de l'homme (par exemple, au Timor oriental et au Nigeria).
En 1991, couvrant le mouvement indépendantiste du Timor oriental, Amy Goodman et un confrère journaliste Allan Nairn sont violemment battus par des soldats indonésiens, après avoir assisté à un massacre de manifestants timorais, le massacre du Dili. Cet événement est un des éléments déclencheurs de sa critique radicale de la politique extérieure américaine. Le massacre du Dili a été perpétré avec des fusils américains M16, par les soldats d'un régime soutenu par les États-Unis.
En 1996, elle cofonde la station Democracy now! et anime l'émission quotidienne d'une heure Democracy Now!. Pour elle, le succès de Democracy now! — un média alternatif sans publicité — est le contraire du journalisme classique. Elle affirme que « beaucoup d'Américains ont compris que la concentration des médias entre les mains d'un petit groupe de milliardaires est un danger pour la démocratie. Il y a dans ce pays un fort désir de médias qui ne regardent pas le monde à travers le prisme déformant des milieux d'affaires. ». Avec elle, la gauche radicale bénéficie d'une audience télévisée nationale.

Logo de l'émission "Democracy Now!"

Le Los Angeles Times l'a décrite en 2004 comme la « voix radiophonique de la gauche marginalisée » (« radio’s voice of the disenfranchised left »).

## Reconnaissance
- 1998 : Avec Jeremy Scahill, Amy Goodman reçoit le prix George-Polk pour la mise en lumière des liens unissant Chevron et l'armée du Nigeria - dans le cadre de la défense d'intérêts pétroliers -  ayant contribué à la mort de deux activistes de l'environnement[Note 1].

- 2004 : prix Thomas Merton
- 2008 : Amy Goodman est récipiendaire du prix Nobel alternatif en 2008, « pour avoir développé un modèle novateur de journalisme politique véritablement indépendant qui apporte à des millions de gens la voix alternative si souvent exclue par les grands médias ».

## Œuvres
- (en) Amy Goodman et David Goodman, The Exception to the Rulers : Exposing Oily Politicians, War Profiteers and the Media That Love Them, Arrow Books, 2004, 320 p. (ISBN 978-0-09-948192-8)
- (en) Amy Goodman et David Goodman, Static : Government Liars, Media, Cheerleaders, and the People Who Fight Back, Hyperion Books, 2006, 352 p. (ISBN 978-1-4013-0914-5)
- (en) Amy Goodman et David Goodman, Standing Up to the Madness : Ordinary Heroes in Extraordinary Times, Hyperion Books, 2008, 272 p. (ISBN 978-1-4013-0989-3)
- (en) Amy Goodman, Breaking the Sound Barrier, Hyperion Books, 2009, 380 p. (ISBN 978-1-931859-99-8, lire en ligne)
- (en) Amy Goodman et Denis Moynihan, The Silenced Majority : Stories of Uprisings, Occupations, Resistance, and Hope, Hyperion Books, 2012, 345 p. (ISBN 978-1-60846-231-5 et 1-60846-231-5, lire en ligne)

## Filmographie
En 2006, Goodman est la narratrice du film One Bright Shining Moment: The Forgotten Summer of George McGovern, documentaire retraçant la vie et l'époque de George McGovern, démocrate à la retraite et mettant l'accent sur l'échec de sa candidature à la présidence en 1972.